# Ottavio Rinuccini

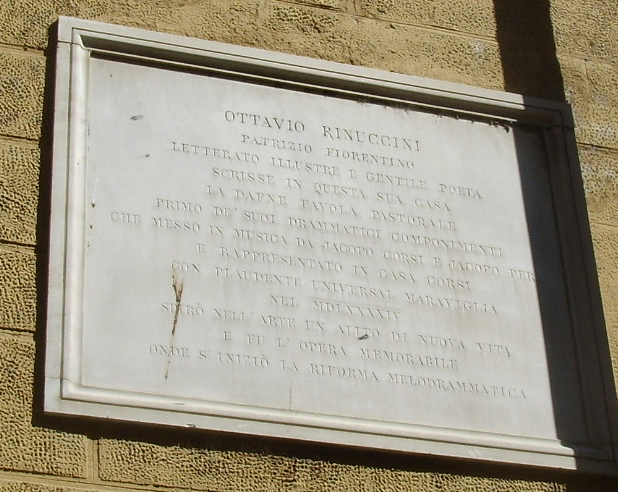
Deska věnovaná Ottavio Rinuccinimu na ulici Via de' Rustici ve Florencii

Ottavio Rinuccini (20. ledna 1562 – 28. března 1621) byl italský básník a libretista na pomezí mezi renesancí a barokem.
Byl prvním známým libretistou vůbec, napsal totiž libreto k opeře Jacopa Periho Dafne, která je vůbec prvním známým dílem, které můžeme považovat za operu.

## Život
Rinuccini byl dvořanem a dvorním básníkem na dvoře rodu Medici ve Florencii, byl členem Accademia Fiorentina, Accademia degli Elevati a cameraty de' Bardi.
Psal převážně operní libreta, intermezza a podobné skladby pro dvorské zábavy.

## Dílo
- Seznam děl v Souborném katalogu ČR, jejichž autorem nebo tématem je Ottavio Rinuccini
- Libreto k opeře L'Arianna Claudia Monteverdiho
- Pastorále Euridice (použité jako operní libreto ke stejnojmenným operám Giulia Cacciniho a Jacopa Periho)
- Libreto k opeře Dafne Jacopa Periho
- Intermezzo do hry La Pellegrina (Poutnice) od Girolama Bargagliho (při provedení ke svatbě Ferdinanda I. Medicejského a Kristiny Lotrinské roku 1589
- Mnoho madrigalů, intermezzí a jiných drobnějších skladeb